# Sander Eitrem
Sander Eitrem (ur. 12 lutego 2002) – norweski łyżwiarz szybki, trzykrotny medalista mistrzostw świata, a także zdobywca Pucharu Świata.

## Kariera
W 2020 wystartował na igrzyskach olimpijskich młodzieży w Lozannie, gdzie zajął między innymi 6. miejsce w biegu na 1500 m i 7. w sprincie drużynowym.
Na rozgrywanych w 2024 mistrzostwach świata na dystansach w Calgary zdobył srebro w biegu drużynowym oraz brąz w biegu na 5000 m. Wyprzedzili go tylko Holender Patrick Roest i Włoch Davide Ghiotto. Rok później, podczas mistrzostw świata na dystansach w Hamar zdobył złoto na dystansie 5000 m.
W sezonie 2022/2023 zajął trzecie miejsce w klasyfikacji 5000/10 000 m. W kolejnym sezonie w tej samej klasyfikacji był najlepszy, zajmując ponadto trzecie miejsce w klasyfikacji 1500 m.